# 古賀さと子

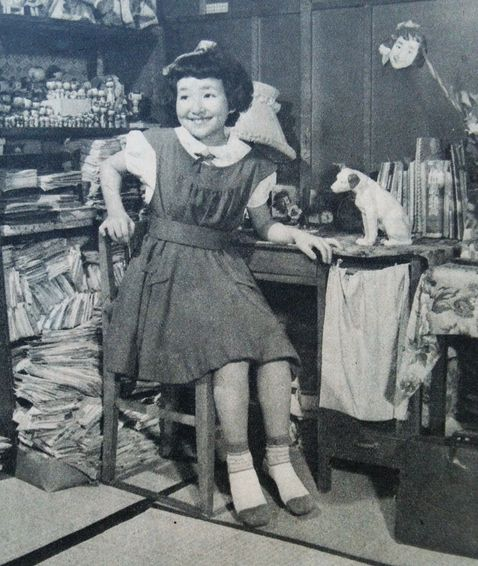
1953年

古賀 さと子（こが さとこ、1940年10月14日 - 1996年5月25日）は、日本の元女性歌手、元女優。本名は古賀 達子。
東京市（現在の東京都）板橋区出身。上野学園高等学校音楽科を卒業した。1950年代には童謡歌手や子役として人気を博していた。
代表曲は、『子鹿のバンビ』『ピーコポン』など。

## 来歴・人物
父はピアノ調律師の古賀良三。三人姉妹の三女。姉の1人は田原総一朗の妻でエッセイストの田原節子である。
さと子が小学校2年生のとき、父のピアノ調律師仲間の紹介で「さくら子供会」という合唱団に入る。その後作曲家保田正に師事し、1948年、ビクターから童謡歌手としてデビュー。大きなリボンがトレードマークの愛くるしい姿でたちまち人気者となり、1951年5月「ひばりと麦笛」、1951年10月「ママのおひざ」、1952年3月ディズニーアニメ「バンビ」をモチーフとした「子鹿のバンビ」など大ヒットを次々飛ばす。朝日放送「クレハホームソング」で「こけしのちびっこ」を歌い、芸術祭童謡賞を受賞した。
1955年に松竹と契約し、『あゝ洞爺丸』『お母さんの黒板』『オーケストラの姉妹』などに出演する。「朝やけ雲の決闘」を最後に松竹を退社するが、1971年に当時東京12チャンネルのディレクターであった田原総一朗が監督を務める『あらかじめ失われた恋人たちよ』に出演する。
1970年よりシャンソン歌手として、舞台などでライブ活動をするようになるが、1970年代半ばごろに歌手活動を休止する。その後、慢性肝炎により療養生活を送るようになる。
1996年5月に容体が急変し、入院先の病室で息をひきとった。55歳であった。墓所は東京都小平市の小平霊園。

## エピソード
第二次大戦中、さと子が4歳のころ、疎開先の納屋の家の窓から童謡をよく歌っており、道行く人たちが立ち止まってその可愛らしい歌声に聞き惚れていた。さらに身振り手振りをつけながら歌うと、たちまち拍手が沸き起こっていた。それを見た母親はさと子を叱ることもあったが、一緒に居た姉の節子が「はずかしくないの？」と聞くと「みんなにきいてもらえてすごくうれしい！」と目を輝かせながら答えていたという。また、さと子の父はかつて歌手を夢見ていたこともあってか、さと子の才能にいち早く気付き、自宅のピアノでさと子に個人レッスンをしたこともあった。
ビクターに移籍後、オペラ劇『夕霧』に出演が決まり、さと子は独唱のシーンの大役を務めることになった。舞台を見た父は見事に歌いきったさと子の姿を見て感激し、何度も「うん、うん」と頷いたという。
1950年代に大変な人気を集め、ラジオやテレビに出演するなど多忙な日々を送り、学校の講堂、はたまたデパートの屋上の特設ステージに出るとたくさんのファンがつめかけ、黄色い声援が飛び交っていた。当時の少女向け雑誌ではグラビアに多数取り上げられ、人気投票には松島トモ子、近藤圭子とともに常に上位にあがっていた。
1970年代よりシャンソン歌手に転向する。1970年に東京都渋谷のジァン・ジァンでリサイタルを開催し、童謡をはじめシャンソンなどを披露する。当時のインタビューでは、「当時の童謡を聴いて一生懸命歌っているのはわかるが、今（1970年）に歌えば全然違うと思う。今回のリサイタルはそこが狙いで、童謡というより日本の名曲集」と答えている。
姉・節子の著書『最期まで微笑みを』によると、付き添いの者から聞いた話として、さと子が亡くなる直前、ナースステーションに近い病室に運び込まれたとき、「ここはどこ？ あなたはだあれ？」と柔らかな声で歌うように語りかけたという。これが最期の言葉だった。当時の節子は多忙を極めており、あまりさと子の見舞いに行くことができず、件の話を聞いて「もっと沢山話をしていればよかった」と後悔したという。

## 出演作品

### 映画
- あゝ洞爺丸（1954年）
- 素晴らしき招待（1955年）松竹大船
- 愛の一家（1955年）
- 白い橋（1956年）
- 東京チャキチャキ娘（1956年）
- お母さんの黒板（1956年）
- スタジオ超特急 女優誕生（1956年）
- オーケストラの姉妹（1957年）
- 見事な求婚（1958年）
- 泣き笑い日本晴れ（1958年）
- ふるさとの風（1959年）
- 朝やけ雲の決闘（1959年）
- 和代の願い (1962年) 東映商事 (短篇)
- あらかじめ失われた恋人たちよ（1971年）

### テレビドラマ
- きょうもどこかで（NHK）
- 日真名氏飛び出す（KR）
- ありちゃんのおかっぱ侍（KR） - 第13話ゲスト
- ママは名探偵（NTV）
- ママちょっと来て（NTV）
- 花と光と（NTV）
- ホームラン教室（NHK）
- 半七捕物帳（1961年・NTV三菱劇場） - 第5話ゲスト

### ラジオ
- 『ピー子ポン太郎世界めぐり』（NHKラジオ） - ピー子役
- 『ミルキータイム・ペコの冒険』（KRラジオ）
- 『ワンワン・タイム』（KRラジオ） [5]

## ディスコグラフィー

### シングル
- 動物あそび（1949年）
- ひばりと麦笛（1951年）
- ママのおひざ（1951年）
- 子鹿のバンビ（1952年）
- ピーコポン（ピーコポンの歌）（1952年） - NHKラジオドラマ「ピー子ポン太郎世界めぐり」主題歌
- 椰子の木陰で（1952年）
- ちょっときてママ（1959年） - Nテレビドラマ「ママちょっと来て」主題歌
- こけしのちびっこ
- 南京ことば
- 木の葉のお船
- ぺたこ
- ジングル・ベル
- ちんころ小鈴
- あめふり
- お庭の動物園
- 元気で踊ろう
- わたしのこけし人形
- とべとべ大空へ

他多数。

### CMソング
- やっぱり森永ネ（1953年）
- ミルキーの歌（1953年） - シングル盤あり。
- キャラねえたん（1954年）
- ないしょ、ないしょ（ナショナルラジオの歌）（1955年）
- アミーの歌・ボンボンボンと時計がいくつ（1955年）
- てんと虫の唄（積水化学）（1955年）
- 日本生命の唄（1958年）
- バンビキャラメル（1959年）

上記の曲はいずれも三木鶏郎が作詞・作曲を手掛けている。